# Нове Село (Комарнівська міська громада)
Нове́ Село́ — село в Україні, у Львівському районі Львівської області. Населення становить 721 особа. Орган місцевого самоврядування — Комарнівська міська рада. Входить до складу Комарнівської територіальної громади.

## Історична довідка
Нове Село утворилося на важливому торговельному шляху, по якому в давнину вивозилась сіль з Дрогобича і Старої Солі на північну і північно-західну Русь. За переказами, у минулому село було розташоване на південний-схід від сучасного Нового Села на відстані 2,5 км, біля так званої Тимуньової гори і мало назву Мельничі. Приблизно на початку XVI ст. частина мешканців села Мельничі переселилися на нові землі, яким і дали назву Нове Село.

## Природні та історико-культурні ресурси

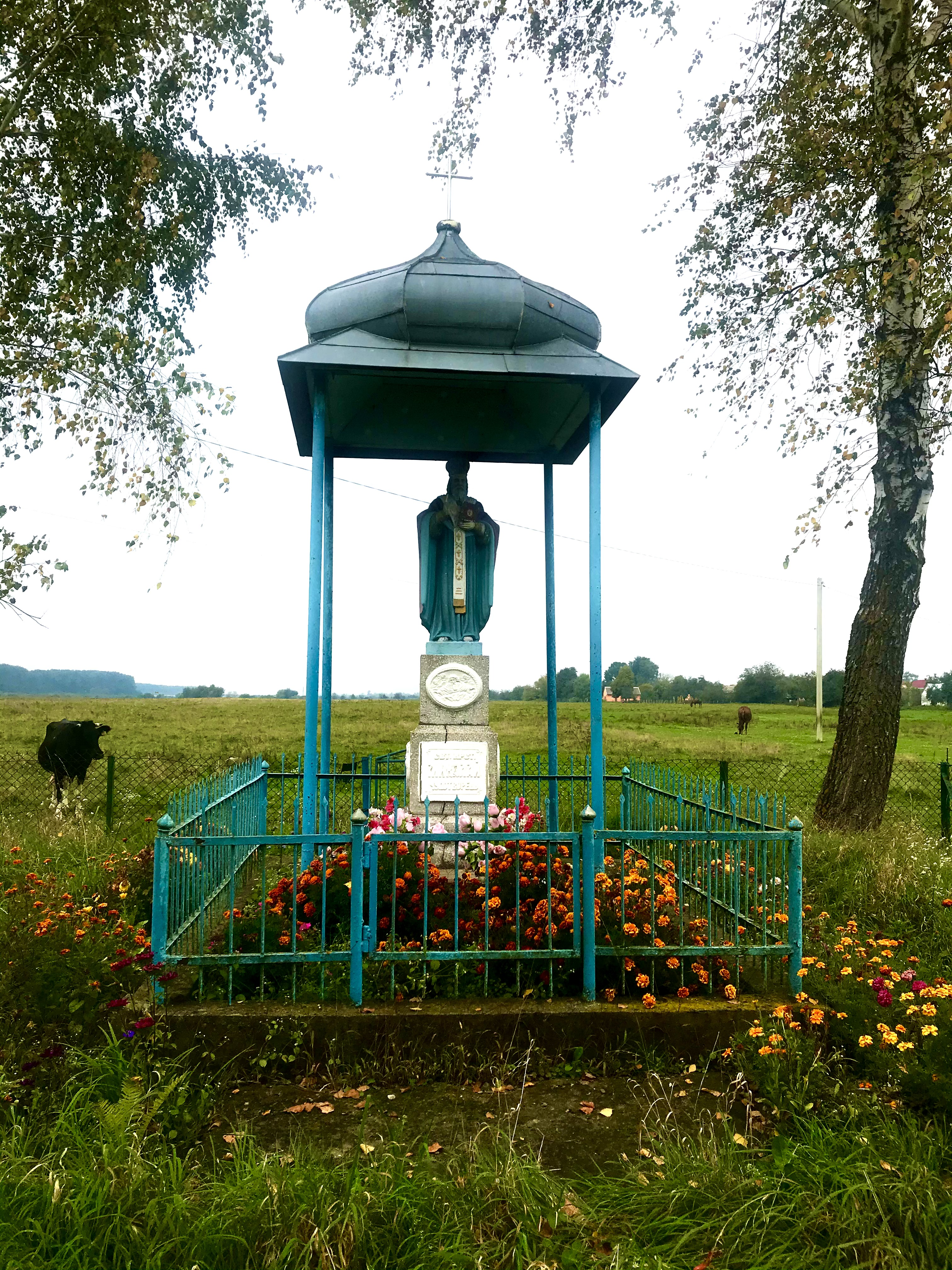
Пам'ятник Святому Миколаю Чудотворцю

Біля головної дороги знаходиться дерев'яна церква святого Миколая. Традиційна за формами, тризрубна, одноверха, з високим восьмериком на квадратній наві. Споруджена у 1923—1924 роках за проєктом Олександра Лушпинського. Образи іконостасу стилістично нагадують роботи Антона Манастирського. Від середини 1950-х до 1989 церква стояла зачинена.
Поряд з церквою з ініціативи отця Богдана Кравця та стараннями громади села у 2014 р. поставлено фігуру Матері Божої на камені, на якому стояв хрест, встановлений у 1864 р. на честь скасування панщини в Галичині. Ця пам'ятка також приурочена до 200-річчя від дня народження Т. Шевченка та пам'яті Героїв Небесної Сотні. Навпроти церкви є пам'ятник «Борцям за волю України», зведений ще у 1991 р. Також в селі є пам'ятник св. Миколаю Чудотворцю і пам'ятник загиблим у Великій Вітчизняній війні односельцям, три невеликі озера: Старий Вир, Новий Вир і Кругле озеро. Ймовірно, всі озера штучні. Вони є улюбленим місцем відпочинку мешканців села і сусідніх сіл.
Осередком розвитку громади села є школа, в приміщенні якої колишнім її директором Левицьким Б. Я. було створено Шкільний краєзнавчий музей Світлиця.

## Туризм
У 2018 р. Городоцька районна державна адміністрація включила село Нове Село в один із туристичних маршрутів дерев'яними церквами. Але маршрут протяжністю 38 км (с. Зашковичі — м. Комарно — с. Нове Село — с. Татаринів — с. Грімне — с. Кліцко) поки що не реалізовується.

## Постаті
- Подібка Назар Васильович (2000—2023) — солдат Збройних сил України, учасник російсько-української війни.

## Галерея

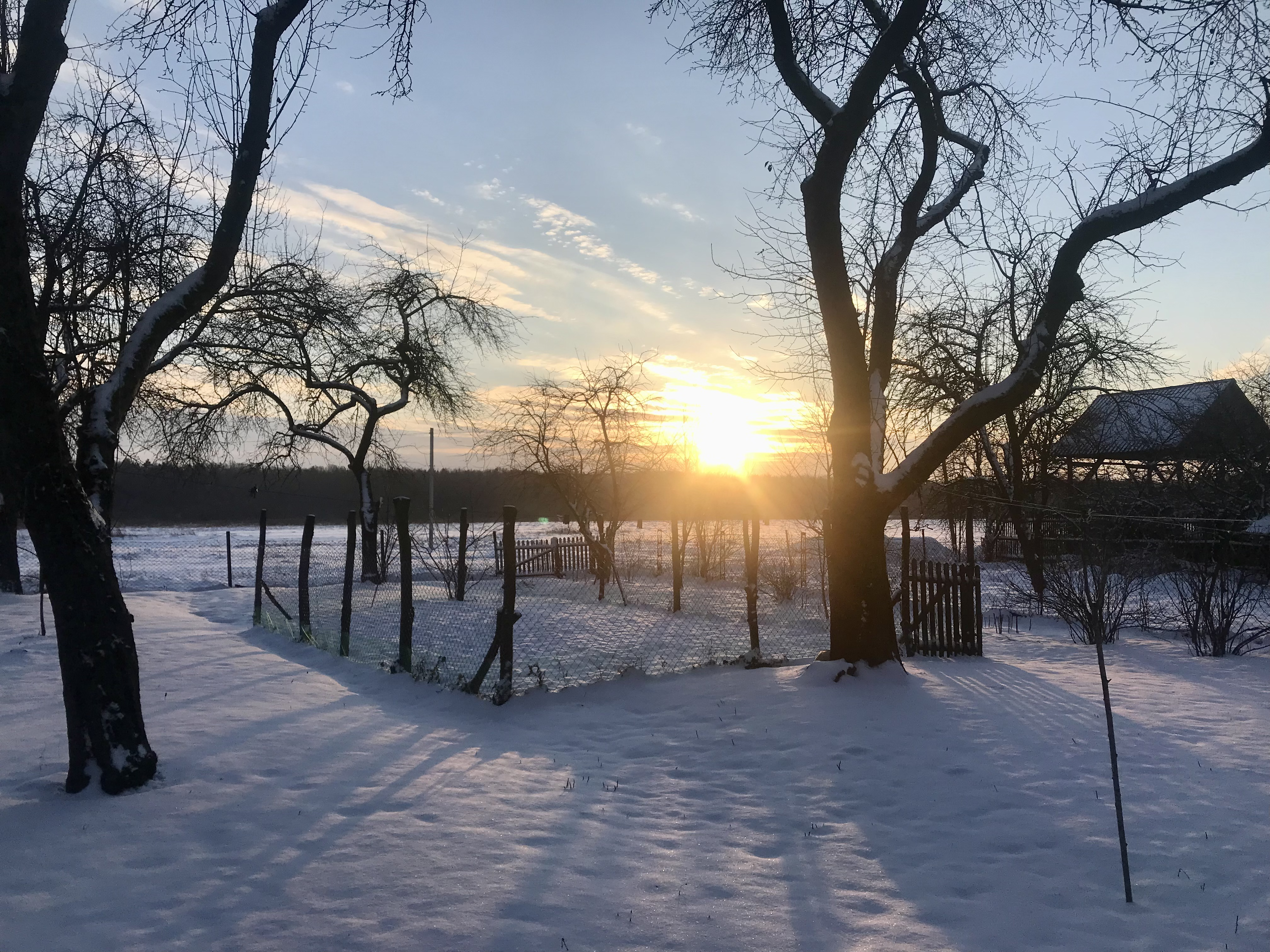
Захід сонця взимку
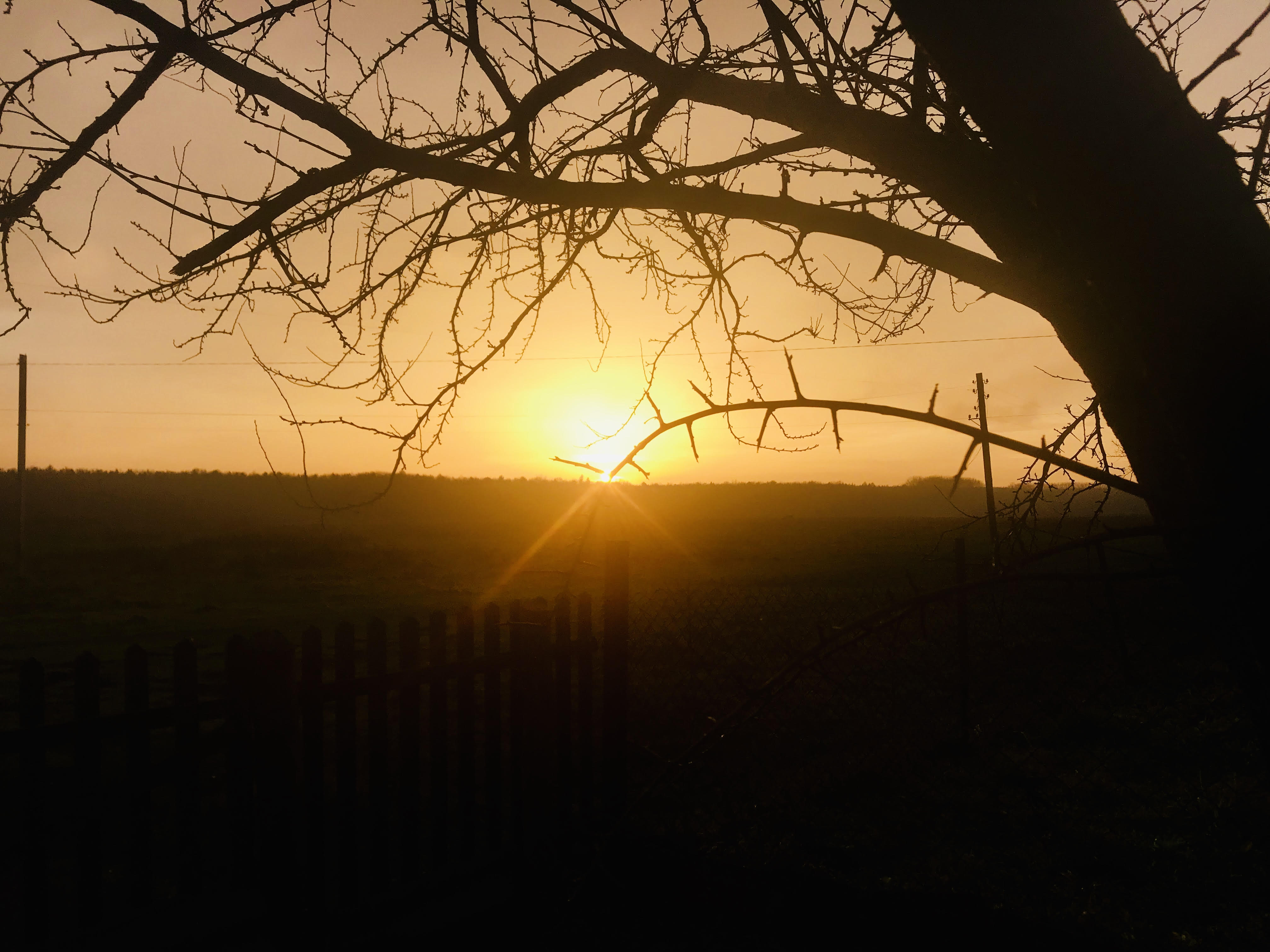
Захід сонця
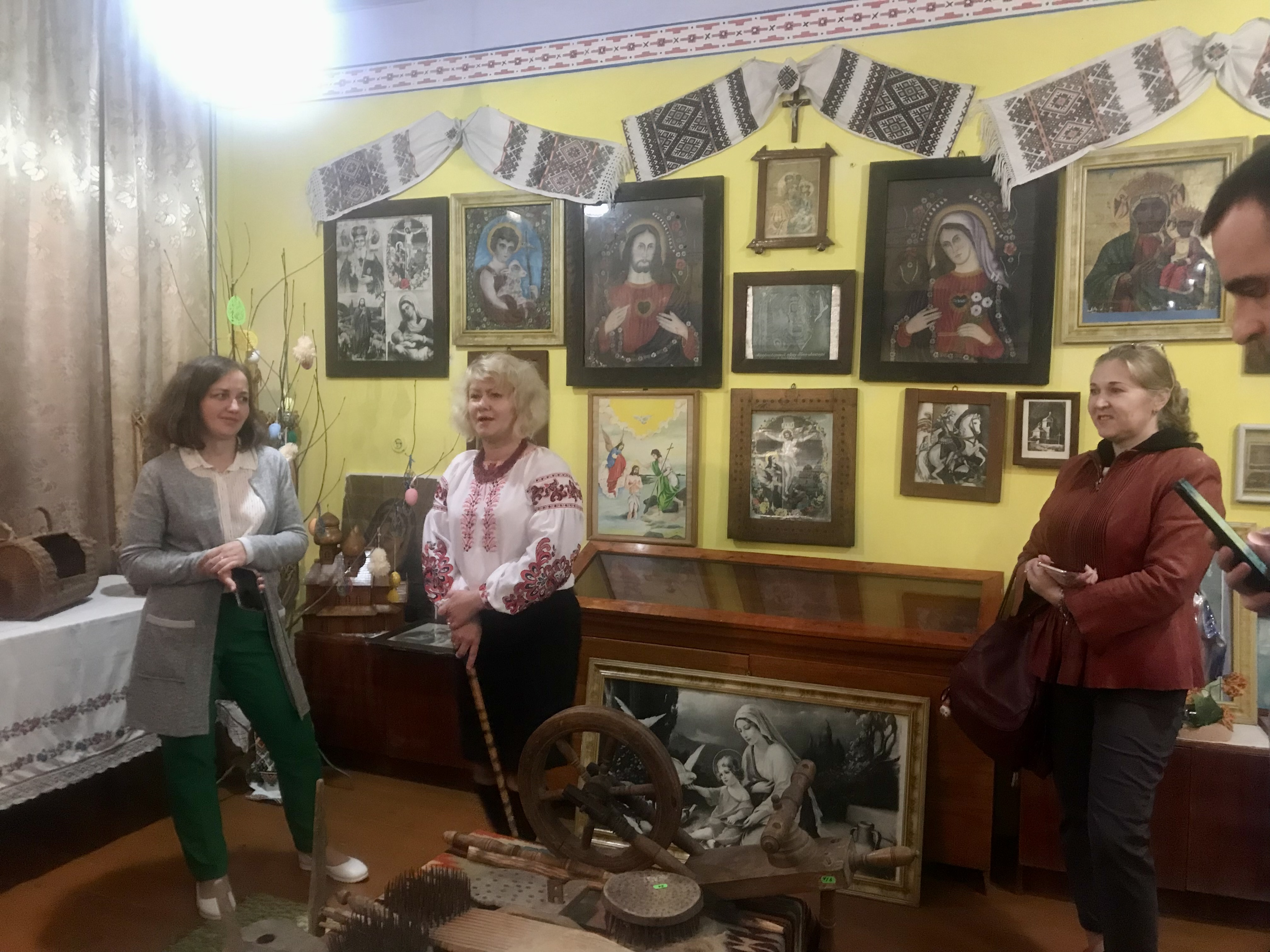
Учасники Вікіконференції 2023 у музеї "Світлиця"
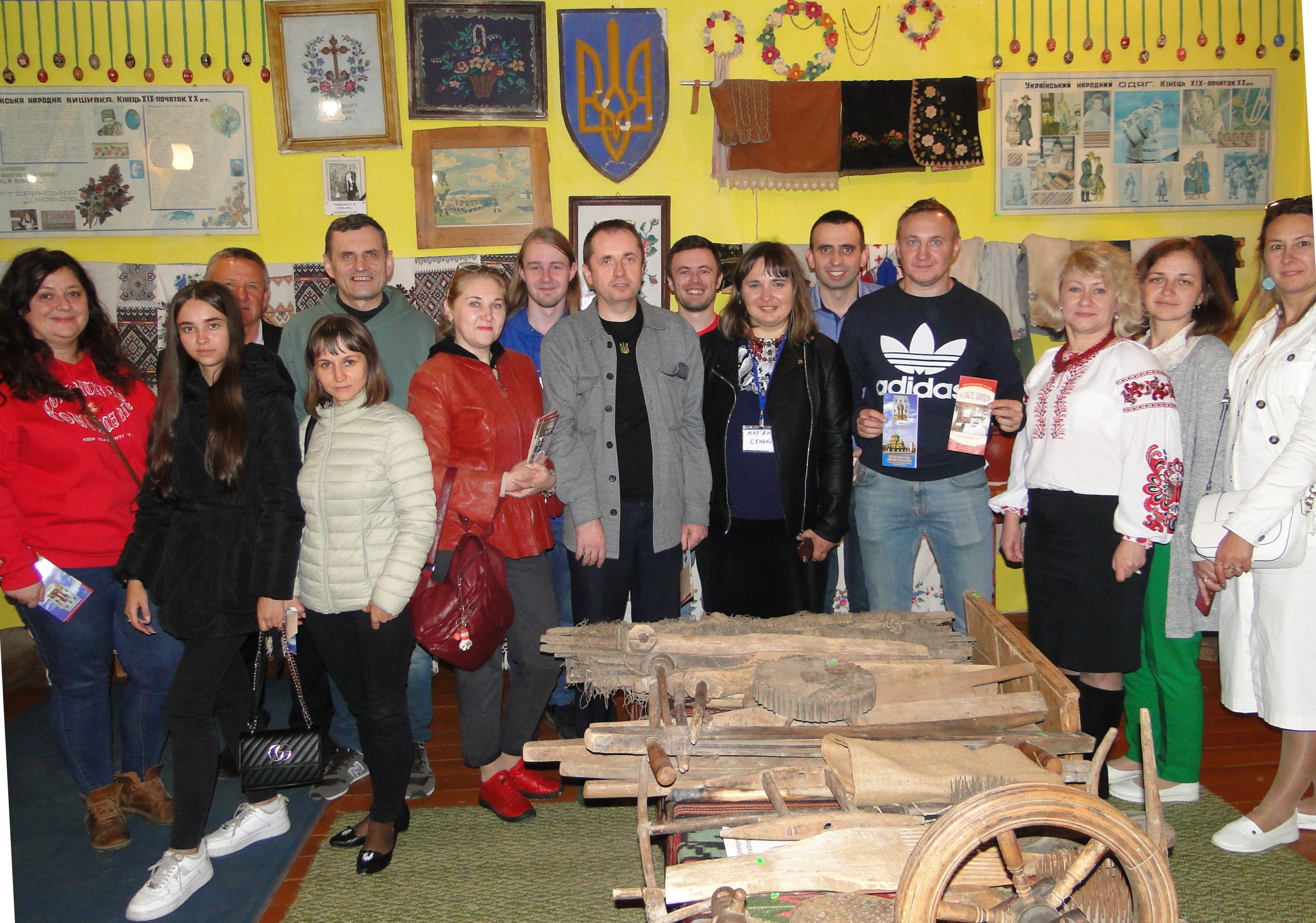
Учасники Вікіконференції 2023 у музеї "Світлиця"
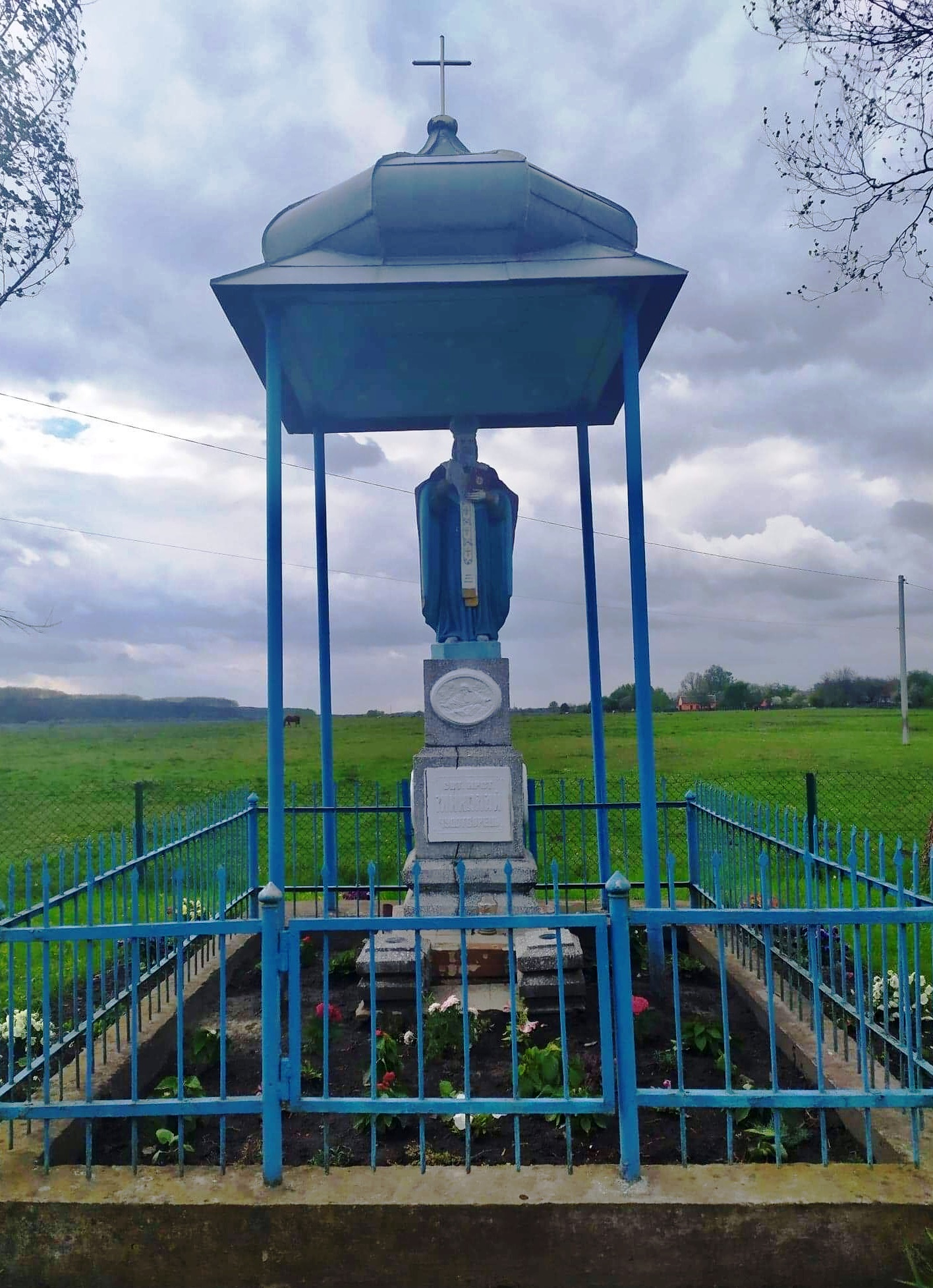
Пам'ятник святому Миколаю Чудотворцю
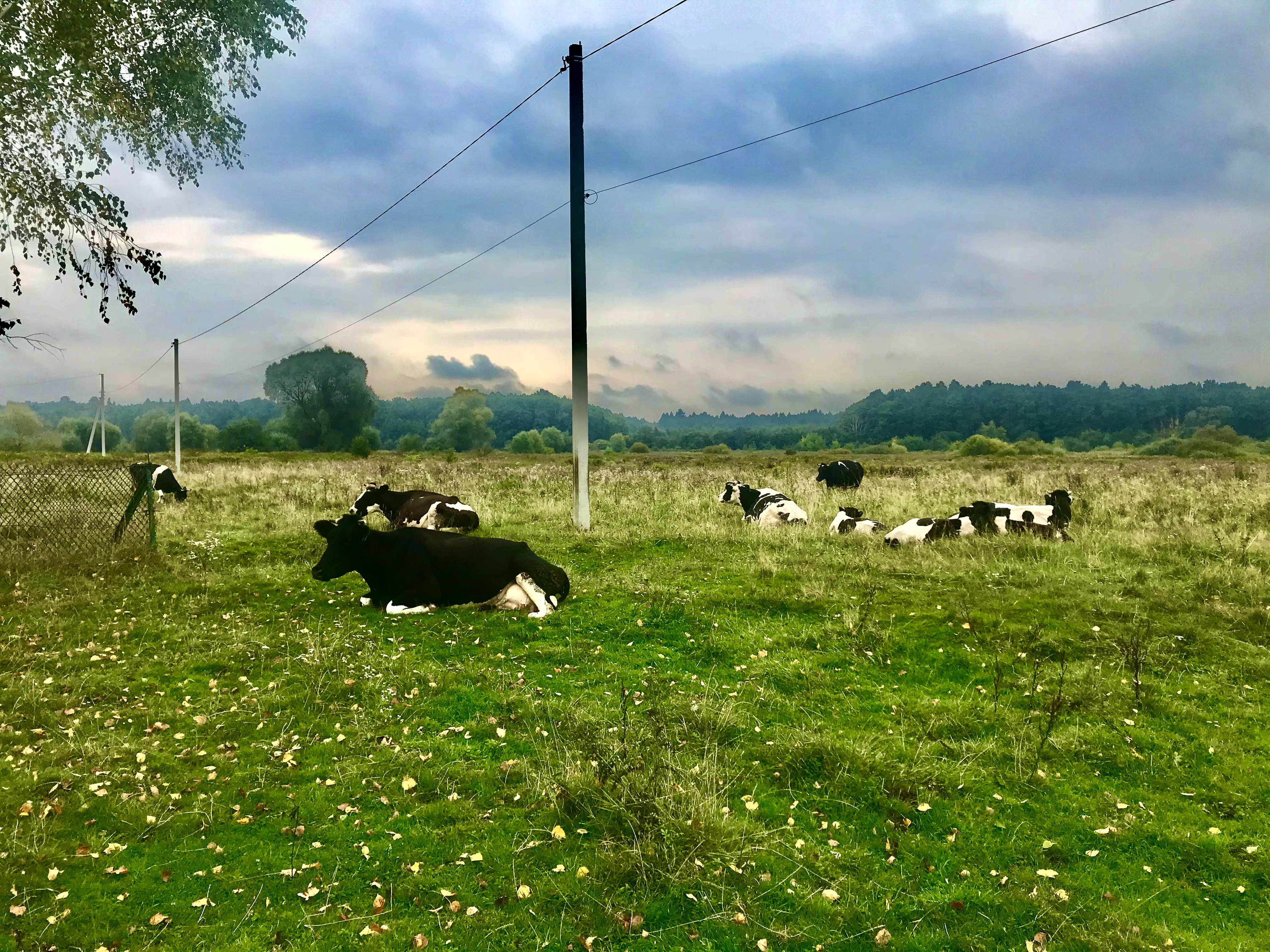
На місцевому пасовищі
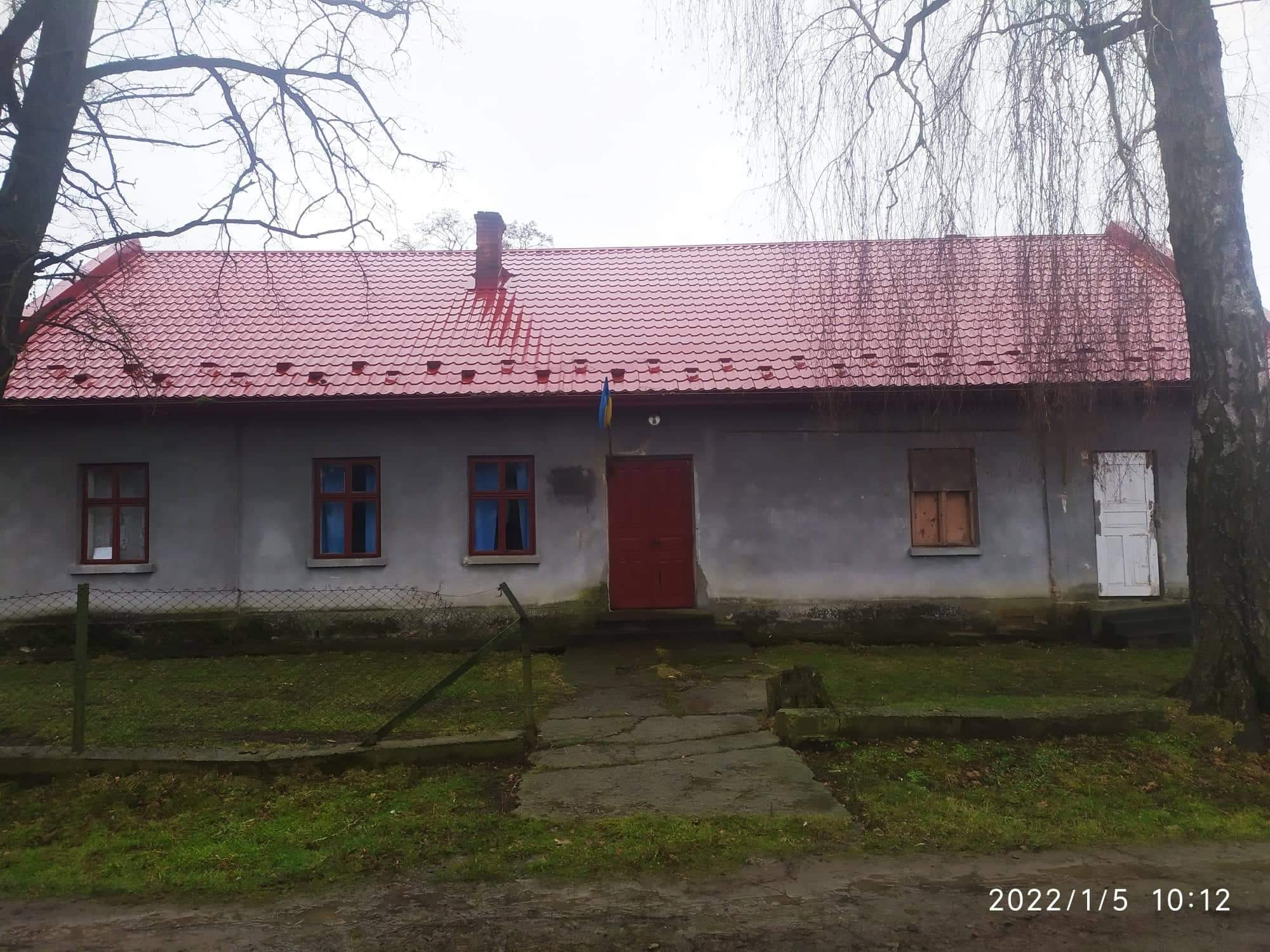
Народний дім

| Україна | Це незавершена стаття з географії України. Ви можете допомогти проєкту, виправивши або дописавши її. |